# Кокуруцо (Казерта)
Кокуруцо је насеље у Италији у округу Казерта, региону Кампанија.
Према процени из 2011. у насељу је живело 294 становника. Насеље се налази на надморској висини од 259 м.